# Costa Blava
|  | Per a altres significats, vegeu «Còsta Blava». |

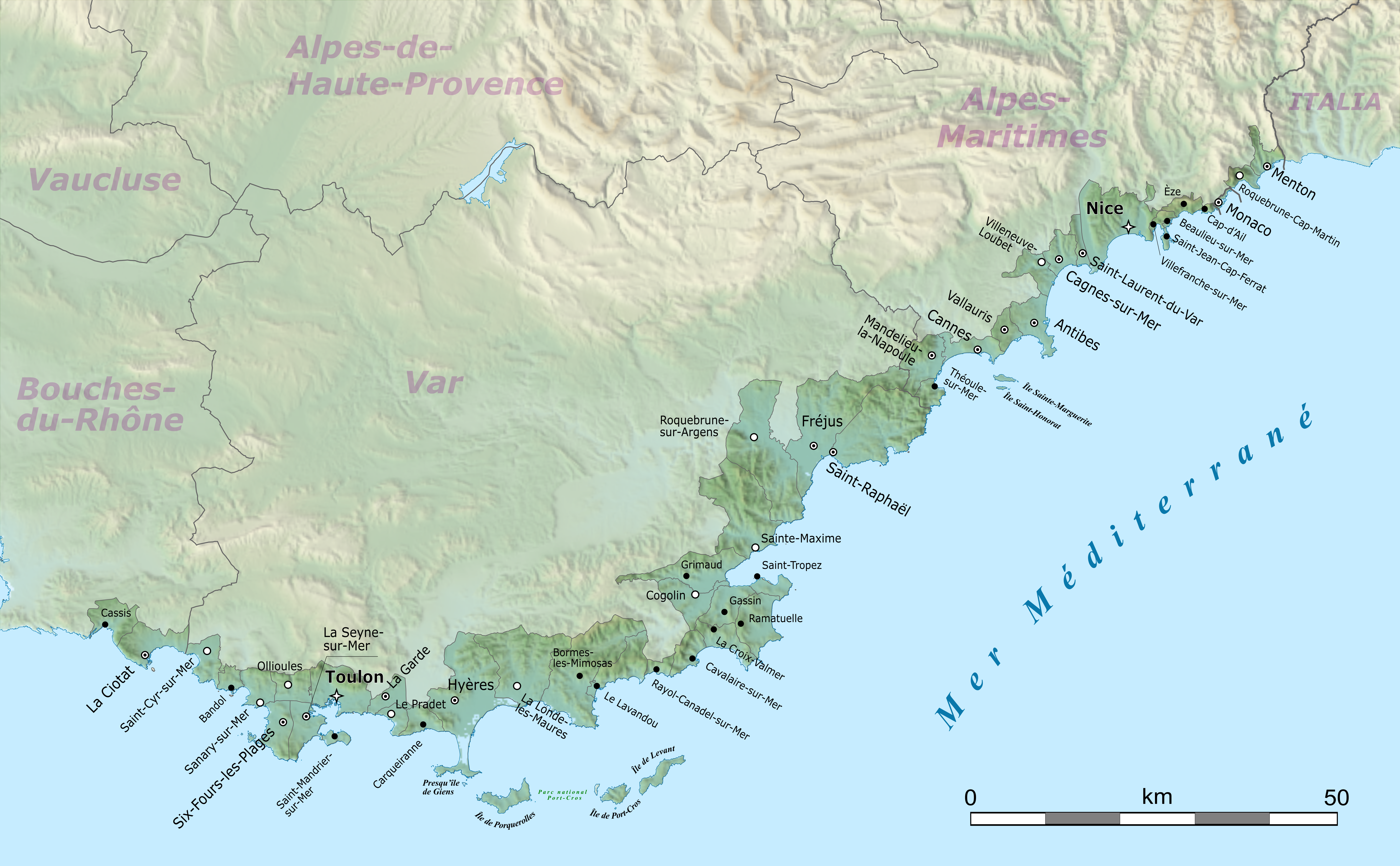
Mapa de la Costa Blava

La Costa Blava o millor Costa d'Atzur (en occità Còsta d'Azur, en francès Côte d'Azur, literalment 'Costa d'Atzur') és la part oriental del litoral mediterrani de la Provença entre Cassís i Menton, dins de França, que inclou la costa del País Niçard i també el Principat de Mònaco.
Cobreix el litoral dels departaments occitans del Var i dels Alps Marítims sencers i una mica de les Boques del Roine. És limitada al nord pels Alps del Sud, certs cims dels quals dominen la mar des de 3.000 metres.
El genitlici de la Costa d'Atzur és atzurà. Es beneficia d'un clima dolç i assolellat. Amb 347 900 habitants, Niça és la ciutat atzurana més gran. És considerada generalment com la capital de la Costa d'Atzur (cosa que no agrada als habitants de Toló i Sant Tropetz). Té un aeroport international que és la primera plataforma aeroportuària del país (Occitània). Les principals estacions turístiques de la Costa d'Atzur (incloent-hi la Riviera i la Provença d'Atzur) són, d'oest a est: Cassís, la Ciutat, Toló, Ieras, lo Lavandor, Santa Maxima, Sant Tropetz, Frejús, Sant Rafèu, Teula de Mar, Mandaluec la Napola, Canes, Antíbol, Canha de Mar, Niça, Mònaco i Menton.
La Costa Blava ha estat l'escenari del rodatge d'algunes pel·lícules com ara Aquest home és perillós.
Cal no confondre-la amb la Còsta Blava, nom occità de la marca turística anomenada en francès Côte Bleue, que comprèn la costa occidental de la Provença, entre Marsella i l'estany de Bèrra.